# Góra Żbikowska

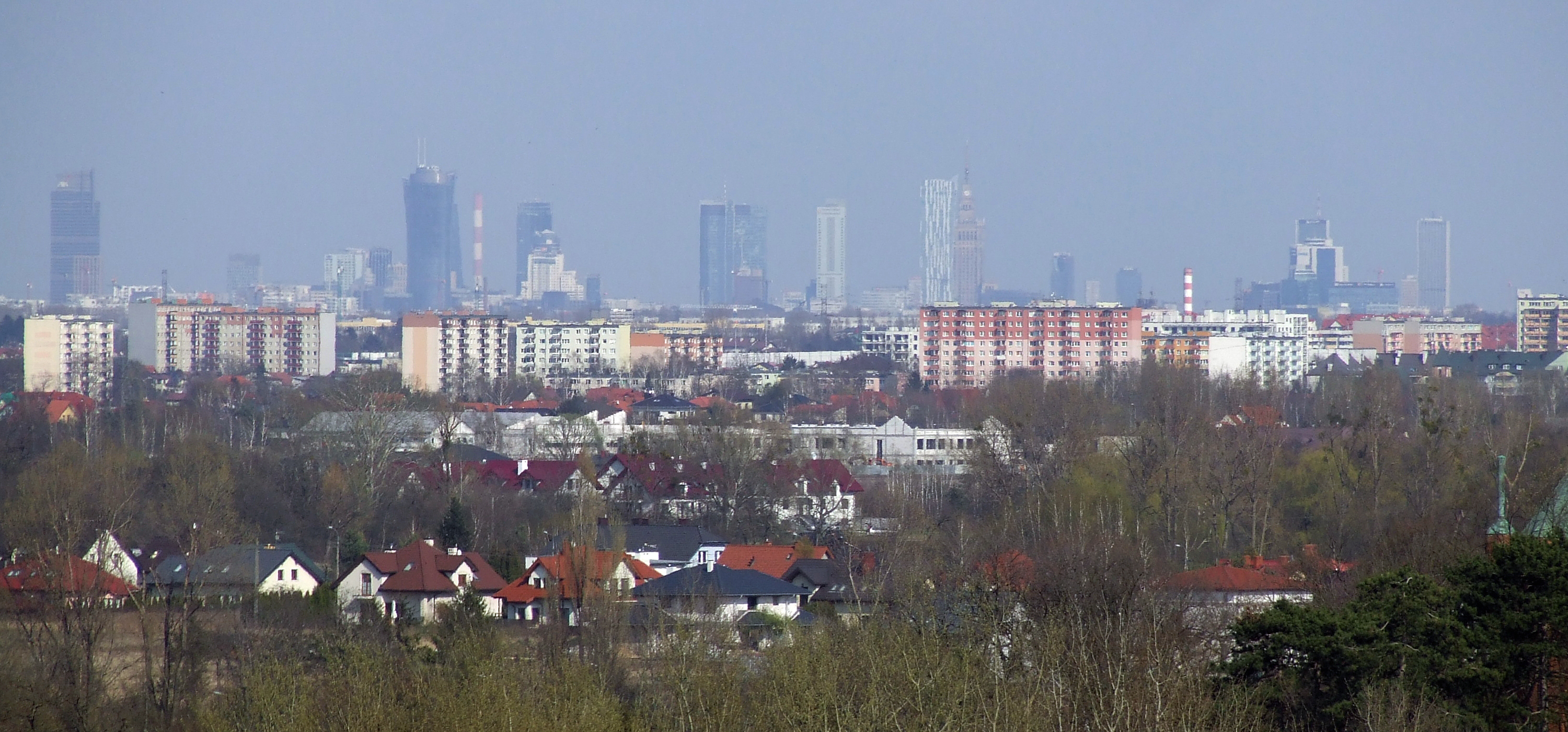
Warszawa widziana ze szczytu Góry Żbikowskiej

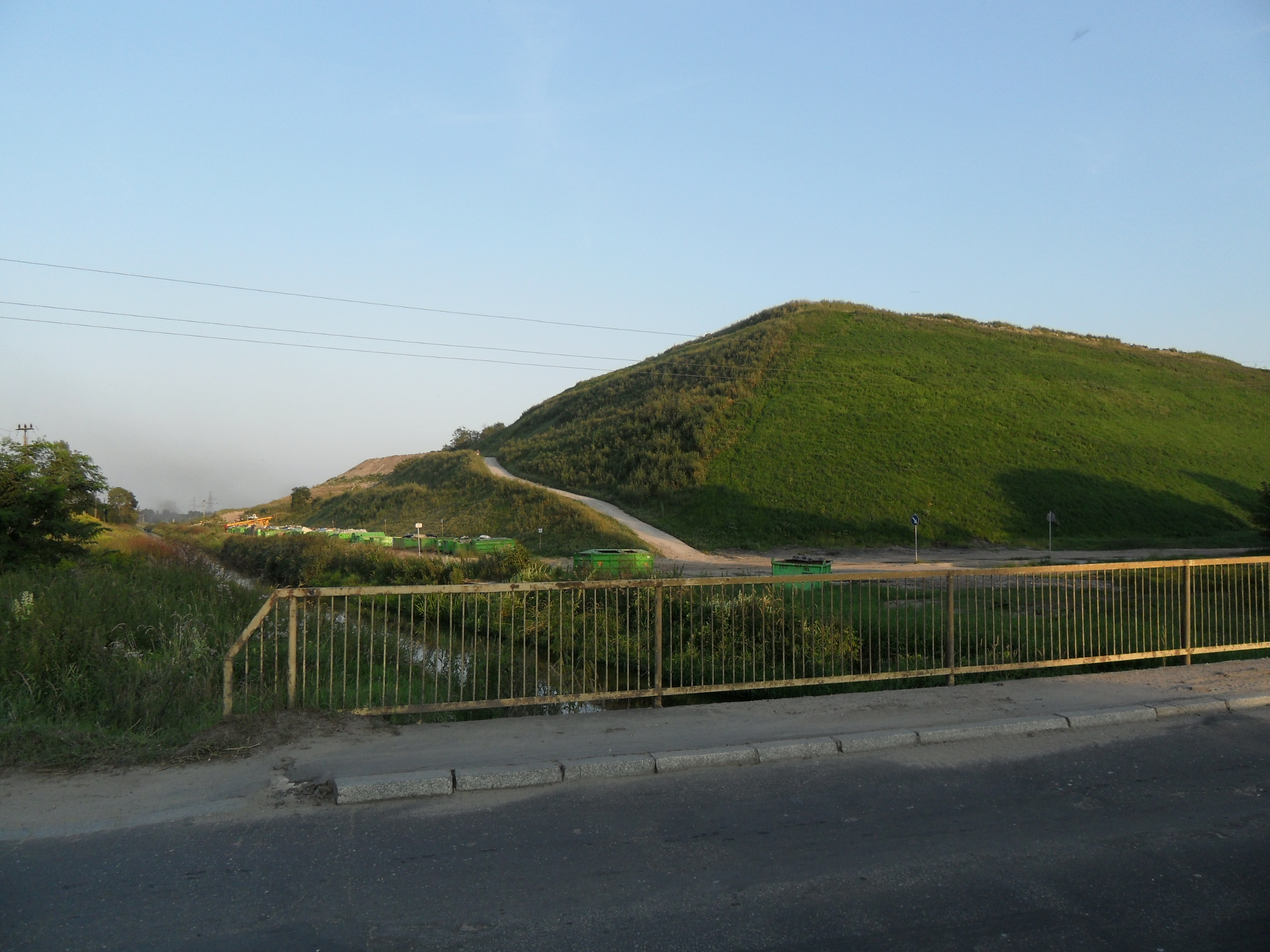
Góra Żbikowska widziana od północy, na pierwszym planie most na rzece Utracie

Góra Żbikowska – sztuczne wzniesienie znajdujące się na terenie Pruszkowa, w dzielnicy Gąsin. Stanowi dominujący akcent w krajobrazie północno-zachodniej części miasta.
Wysokość 130 m n.p.m., powierzchnia niecki na wierzchołku 4 ha, powierzchnia podstawy 13 ha. Ze szczytu góry można podziwiać panoramę Warszawy, oraz okolicznych miasteczek i wsi.
Wzniesienie powstało po roku 1960 na podmokłych terenach zlokalizowanych w 43 kilometrze rzeki Utraty, powstałych podczas regulacji jej koryta. Początkowo znajdowało się tu składowisko stłuczki z Zakładów Porcelitu Stołowego „Pruszków”, a następnie po utwardzeniu drogi dojazdowej rozpoczęto składowanie odpadów bytowych. Położenie pomiędzy zabudową mieszkalną Gąsina i przepływającą u podnóża rzeką od początku stwarzało zagrożenie ekologiczne (odcieki, zapach, szkodniki). Na dzień 31 grudnia 2009 Góra Żbikowska wobec docelowego składowania 1 850 000 Mg (ton), przyjęła 1 476 752,9 Mg, jej użytkownikiem był i jest Miejski Zakład Oczyszczania w Pruszkowie. Odpady pochodzą z miejscowości Pruszków, Michałowice, Nadarzyn, Milanówek, Podkowa Leśna, Brwinów, Raszyn, Piaseczno, Lesznowola, Radziejowice, Żabia Wola, Żyrardów, Grodzisk Mazowiecki, Piastów, Ożarów Mazowiecki, Izabelin, Błonie, Warszawa, Leszno, Stare Babice. Składowisko odpadów zostało częściowo oficjalnie zamknięte 31 grudnia 2014 (kwatera A), obecnie trwa tam proces rekultywacji. Umowa dzierżawy wygasa w roku 2017, a przez kolejne 30 lat dotychczasowy użytkownik ma obowiązek monitorować ten obszar.
Plan perspektywiczny zakłada wykorzystanie Góry Żbikowskiej w celach rekreacyjnych m.in. jako skatepark, stok narciarski, lądowisko dla lotni. Planuje się wybudowanie wyciągu krzesełkowego oraz stworzenie na stokach parku miejskiego.

## W kulturze
- Na Górze Żbikowskiej w roku 1994 były nagrywane sceny do filmu Krzysztofa Kieślowskiego „Trzy kolory. Biały”, tu powstała scena uwolnienia głównego bohatera z walizki[7].
- Kolejny raz Górę Żbikowską można zobaczyć na filmie Jana Hryniaka Trick, gdzie tereny zrekultywowanego wysypiska udają pustynię w Afganistanie.
- W październiku 2014 na Górze Żbikowskiej nakręcono jeden z odcinków programu Top Model[8].